# Áporka
Áporka là một thị trấn thuộc hạt Pest, Hungary. Thị trấn này có diện tích 17,47 km², dân số năm 2010 là 1172 người, mật độ 67 người/km².